# Жумаев, Максут Сагинтаевич
Максут Сагинтаевич Жумаев (каз. Мақсұт Сағынтайұлы Жұмаев; 23 декабря 1976 года, Фёдоровка, Западно-Казахстанская область, Казахская ССР, СССР) — известный казахстанский альпинист, капитан сборной альпинистов РК, заслуженный мастер спорта по альпинизму РК, многократный чемпион и призёр первенства Республики Казахстан по альпинизму в высотном классе. Чемпион и призёр открытого чемпионата СНГ по альпинизму в высотном классе (2001—2003). Покорил все 14 существующих восьмитысячников мира (2000—2011). Стал 27-м членом «Quest-14» и 12-м альпинистом, кто сумел взойти на все эти восьмитысячники без использования дополнительного кислорода.
Орден «Курмет» (Орден Почёта, 2011). Почётный гражданин Западно-Казахстанской области (2017) .

## Биография
Родился 1 января 1977 года в селе Фёдоровка Теректинского района Западно-Казахстанской области, недалеко от Уральска. Но всё детство провёл в известном селе Чапаев на берегу Урала. Прямой потомок легендарного батыра казахских степей Сырыма Датова. Горы впервые увидел в Алма-Ате, куда приехал погостить к родственникам. Сходил на Большое Алматинское озеро в Заилийском Алатау с ночёвкой и заболел горами. Летом 1997 года студентом подрабатывал в турфирме «Хан-Тенгри» Казбека Валиева носильщиком у иностранных альпинистов. Поднялся с друзьями на свою первую вершину — Большой Алматинский пик (3680 м), затем пик Маметовой (4194 м) в команде Вуколова и на пик Комсомола (4376 м) в ходе альпиниады.
В 1998 году окончил Западно-Казахстанский аграрный университет (врач — ветеринар), был призван на год на армейскую службу, которую проходил в Алма-Ате в спортклубе ЦСКА у тренера Ерванда Ильинского. Трижды за сезон с разными инструкторами забирался на пик Амангельды (4010 м) в том же Заилийском Алатау. После армии снова работал портером в экспедиции Вадима Хайбуллина на Памире с американскими альпинистами. Был приглашён ими участвовать в совместном восхождении на Шиша Пангму (8008 м) в Гималаях весной 2000 года при спонсорстве Фонда Анатолия Букреева. В 23 года, будучи третьеразрядником, сумел покорить этот восьмитысячник без кислорода и сразу попал в сборную страны по альпинизму . Гораздо позже лаборатория TreeGenе составила генетический паспорт спортсмена, указав, что приоритетный вид спорта для него именно альпинизм .
Десять лет (2001—2011) ходил в одной связке с земляком Василием Пивцовым («Макс» и «Васо»).
В 2010 году у Максута Жумаева открылся сайт www.kazpatriot.kz., с которого можно было следить on-line за восхождением на К2.
В 2002 году окончил заочно юридический факультет университета «Кайнар» в Алма-Ате. Работал юристом группы компаний «Тайлан». Женат, трое детей.

## Восхождения на шести-семитысячники
2000, 9 августа — Хан-Тенгри (7010 м), классика с севера с Литвиновым и Дорониным.
2000, 22 августа — Хан-Тенгри (7010 м), с Владимиром Сувигой и Василием Пивцовым в качестве судей забега на пик в рамках Фестиваля «Хан-Тенгри-2000» провели 7 часов на вершине в ожидании трёх призёров: Урубко, Червоненко и Пучинина.
2001, 6 марта — Мраморная стена (6435 м), северный Тянь-Шань, с Денисом Урубко и итальянцем Симоне Моро.
2001 — пик Корона (4860 м) в Киргизском Ала-Тоо, 6-я башня по западному контрфорсу.
2002 — пик Ленина (7142 м) на Памире с Василием Пивцовым.
2006 — Килиманджаро (5895 м, Африка), рук. экспедиции Клуба 7 вершин.
2009, сентябрь — Мраморная стена (6435 м), команда ЦСКА и индийские армейцы  (недоступная ссылка).
Для получения звания «Снежный барс» нужно покорить ещё три семитысячника: пик Коммунизма (7495 м) и пик Корженевской (7105 м) на Памире и пик Победы (7439 м) на Тянь-Шане.
2013, май — Эльбрус (5642 м), забег в составе казахстанской команды на вершину Эльбруса в рамках Кубка мира по Sky running.

2014, май — вторично на Эльбрус с Василием Пивцовым.

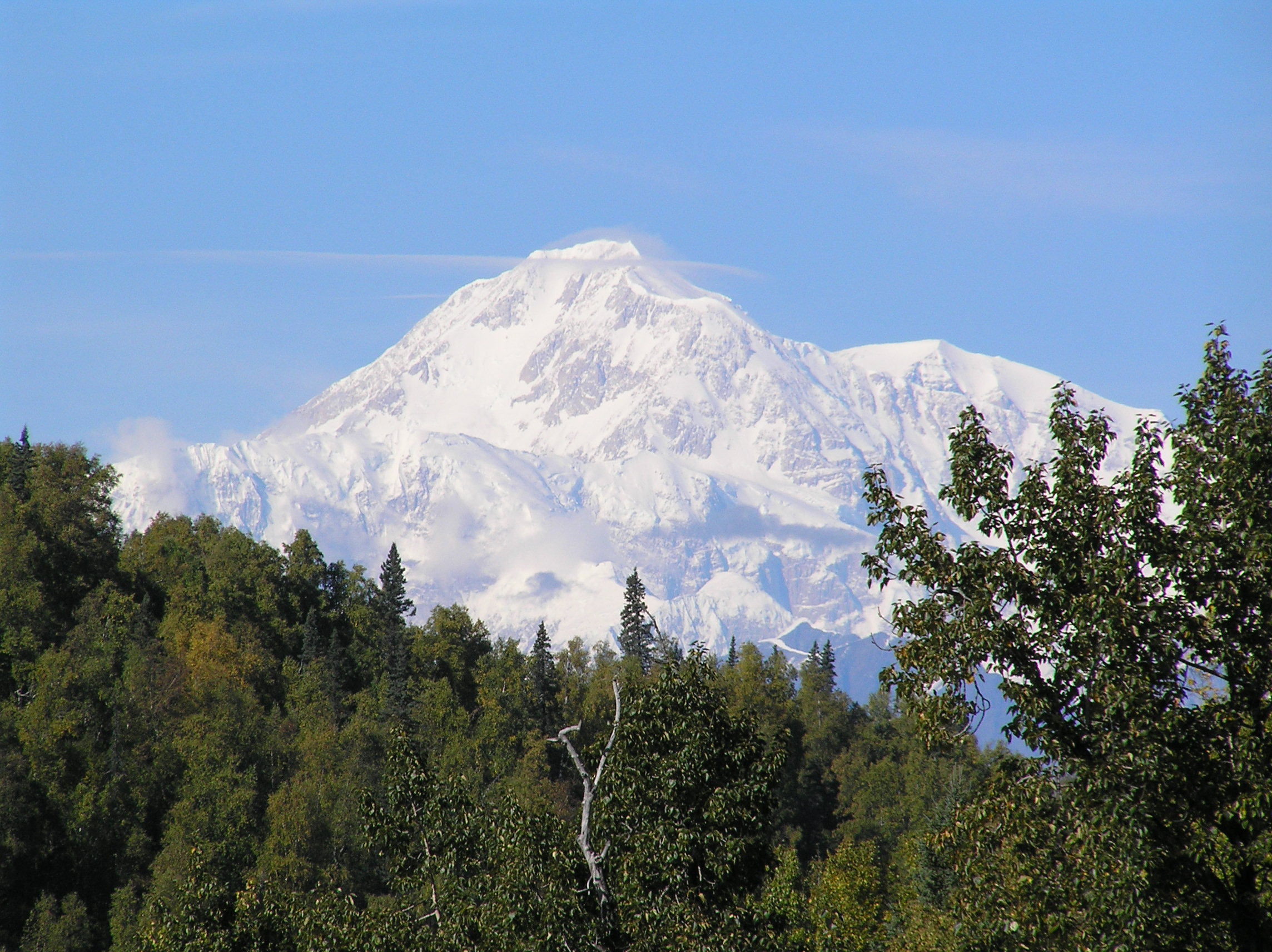
Гора Денали (Мак-Кинли, 6168 м) на Аляске, США

2014, 8 июня — Денали (Мак-Кинли, 6168 м) в одиночном восхождении на Аляске (США).
2016, 29 февраля — Аконкагуа (6962 м, Южная Америка) с Магжаном Сагимбаевым.
2016, 10 августа — Жумаев в качестве тренера совершил своё третье восхождение на Эльбрус с группой казахстанских военнослужащих.
2017, 18 марта — в ходе программы «Клуба 7 вершин» взошёл на высшую вершину Австралии и Океании Пирамида Карстенс или Пунчак Джая (4884 м) .
В зачёт «Клуба 7 вершин» (высочайшие вершины шести частей света) имеет шесть пиков: 2006 — Килиманджаро (5895 м, Африка), 2007 — Эверест (8848 м, Азия), 2013 — Эльбрус (5642 м, Европа), 2014 — Мак-Кинли (6168 м, Северная Америка), 2016 — Аконкагуа (6962 м, Южная Америка), 2017 — Пирамида Карстенз (Пунчак Джая, 4884 м, Новая Гвинея, Австралия и Океания). Осталась одна вершина: пик Винсон (4897 м, Антарктида).
2018, 18 мая — вторично  Эверест (8848 м, Гималаи, Азия). Своё восхождение  посвятил 20-летию Астаны. В этот раз альпинист поднимался по южной стороне, которая считается опаснее и труднее . Жумаев стал одним из немногих альпинистов, в послужном списке которых теперь есть оба маршрута восхождения - по южной и северной сторонам Эвереста. За всю историю по обоим путям прошли всего около десяти человек.
2019, 3 мая — Ама-Даблам (6814 м, Гималаи) . Казахстанец привёл на вершину двух россиян и посвятил своё восхождение Дню защитника Отечества (7 мая). А 28 июня сопроводил на Казбек (5034 м, Кавказ) группу с популярной актрисой Айсулу Азимбаевой.

## Все 14 восьмитысячников

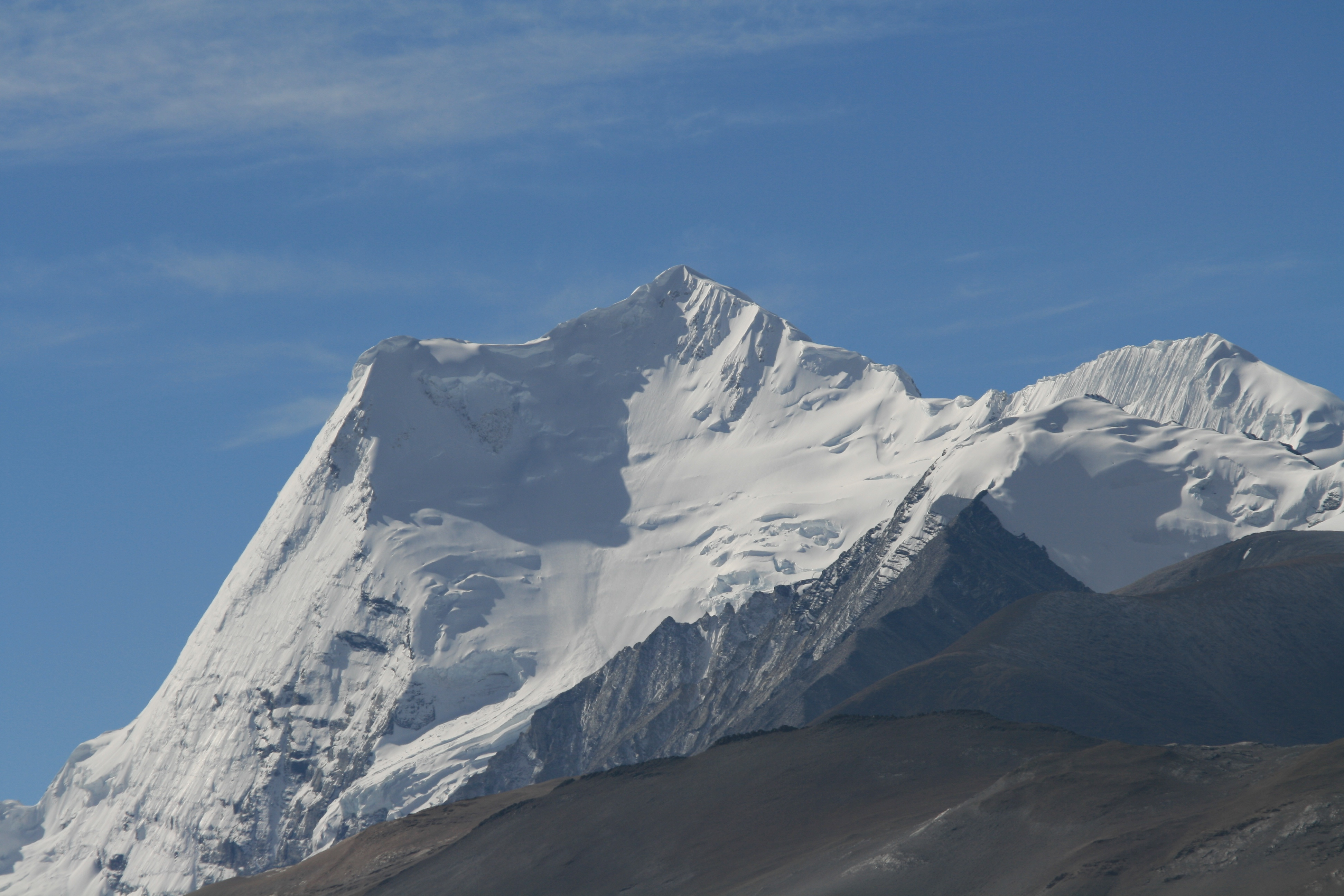
Шиша Пангма Центральная, за ней вдали Главный пик, вид с востока

2000, 21 мая — Шиша Пангма Центральная (8008 м), по северному гребню с китайской стороны, без кислорода в составе американо-казахской экспедиции, рук. братья Майк и Стив Маролт (Aspen Alpin Club, США).
2001, 13 августа — Гашербрум I (8068 м), в составе казахстанской экспедиции в ходе программы «Казахстанская сборная на всех восьмитысячниках мира», классика через японский кулуар, без кислорода взошли все 7 участников: капитан команды Урубко, Жумаев, Пивцов, Распопов, Лавров (ядро команды), также Молгачев и Литвинов, рук. Ерванд Ильинский.
2001, 20 августа — Гашербрум II (8035 м), бескислородное восхождение в составе той же семёрки казахстанской экспедиции, классика с юго-запада, рук. Ерванд Ильинский .
2002, 13 мая — Канченджанга Главная (8586 м) бескислородное восхождение по юго-западному гребню в составе семи альпинистов казахстанской команды (только Бродский вместо Литвинова), рук. Ерванд Ильинский .
2002, 25 октября — Траверс Шиша Пангма Центральная (8008 м) — Шиша Пангма Главная (8027 м), классика с севера, с китайской стороны, капитан казахстанской экспедиции, без кислорода взошли две связки Жумаев — Пивцов и Урубко — Распопов, рук. Ерванд Ильинский .
2003, 17 июня — Нанга Парбат (8126 м), по Диамирской стене (маршрут Кинсхофера), бескислородное восхождение в составе ядра команды — пяти альпинистов, также Литвинов и Чумаков. Рук. Баглан Жунусов и Ерванд Ильинский.
2003, 16 июля — Броуд-пик (8048 м), бескислородное восхождение по Западному ребру
в составе той же команды из семи альпинистов. Рук. Баглан Жунусов и Ерванд Ильинский .
2004, 22 мая — Макалу (8485 м), по Западному ребру (маршрут Параго), из всего состава команды на пик поднялась только связка Жумаев — Пивцов без кислорода. Рук. Ерванд Ильинский .
2005, 3 мая — Чо-Ойю (8201 м), по северо-западному гребню, в составе международной экспедиции поднялась двойка Жумаев — Пивцов без кислорода .
2006, 2 мая — Дхаулагири (8167 м), классика по северо-восточному гребню, двойка Жумаев — Пивцов в альпийском стиле без кислорода, тренер Ерванд Ильинский.
2006, 19 мая — Аннапурна Главная (8091 м), классика с севера по французскому маршруту, двойка Жумаев — Пивцов в альпийском стиле без кислорода, тренер Ерванд Ильинский.
Во время восхождения в Жумаева по касательной ударила молния.
2007, 30 апреля — Эверест (8848 м), классика через Северное седло без кислорода, двойка Жумаев — Пивцов, тренер Ерванд Ильинский .
2008, 14 мая — Манаслу, один по классике без кислорода, хотя травмировал правое бедро в Л1. Пермит на гору получил с немецкой экспедицией «German Manaslu Ski Expedition 2008», рук. Томас Ламмле .
2009, май — неудачная попытка на Лхоцзе Главную в проекте «Траверс Лхоцзе — Эверест», погиб Сергей Самойлов, Жумаева и Пивцова едва не смела лавина .
2010, 16 мая — Лхоцзе Главная (8516 м), по кулуару СЗ стены с Василием Пивцовым и Владиславом Чехловым, заключительное бескислородное восхождение в программе «Казахстанская сборная на всех 14 восьмитысячниках мира», рук. Ерванд Ильинский  (недоступная ссылка).
2011, 23 августа — К2 (Чогори, 8611 м), бескислородное восхождение с севера по японскому кулуару с Василием Пивцовым, Герлиндой Кальтенбруннер (Австрия) и Дариушем Залуским (Польша) и закончил личную программу «Quest-14» (Все 14 восьмитысячников).
Всего совершил 16 бескислородных восхождений на восьмитысячники, включая дважды на боковой пик Шиша Пангма Центральная.

## «Гора преткновения» K2 (Каракорум 2)

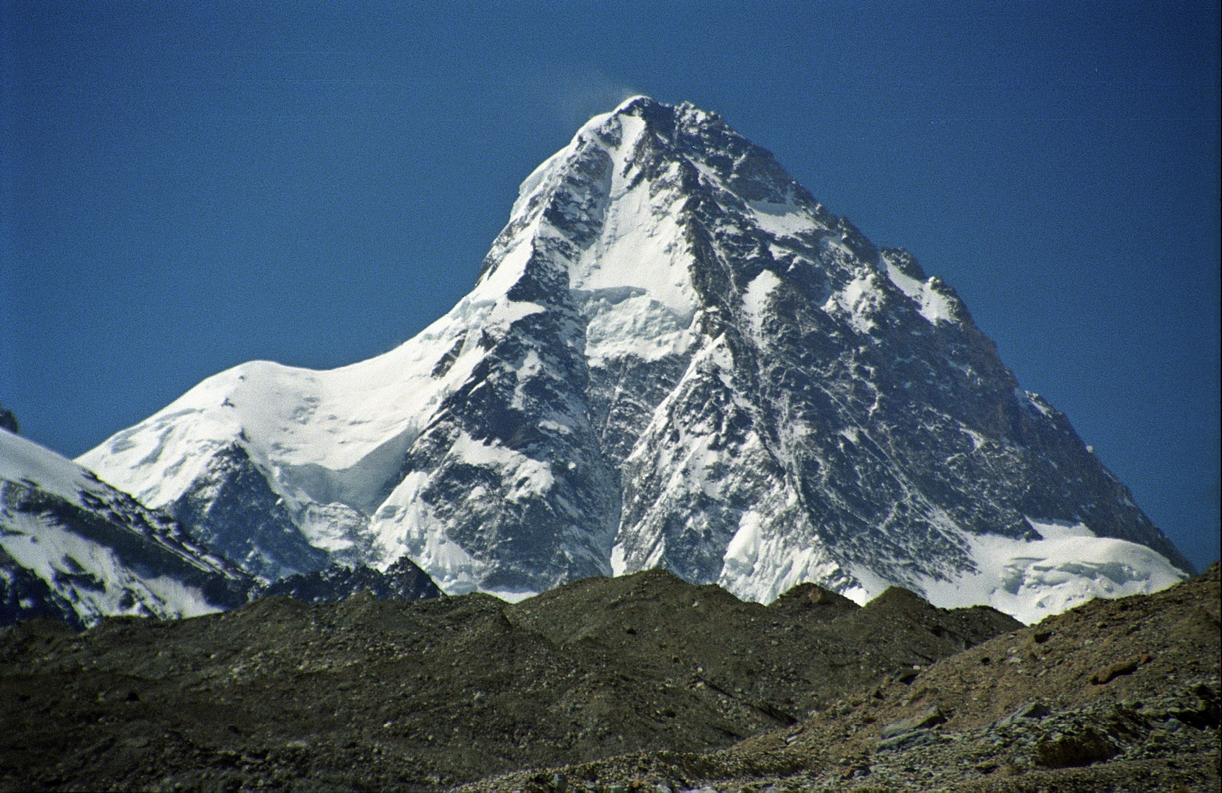
К2 с севера, с китайской стороны

Максут Жумаев (с партнёром по связке Василием Пивцовым) совершил пять неудачных попыток штурма пика К2 (Чогори, 8611 м) в Каракоруме — последней вершины в его личной программе «Все 14 восьмитысячников мира»:
2003, август — штурм третьего восьмитысячника подряд за один сезон в составе казахстанской экспедиции по классическому маршруту — по ребру Абруцкого, достигли высоты 8200 м. Но из-за плохой погоды ни одна команда в том сезоне не смогла взойти на вершину .
2005, август — попытка по классическому маршруту, по ребру Абруцкого, достигли высоты 8550 м. Экспедиция сборной Казахстана (Жумаев — Пивцов. Молгачёв — Бродский) была свернута после первой попытки восхождения из-за кражи штурмового снаряжения в базовом лагере.
2007, август/сентябрь — попытка первопрохода по северному ребру. Двойка Жумаев — Пивцов, упёршись в непроходимый бастион у самой вершины, провела в поисках обхода трое суток на высоте 8400 м и сошла, выбившись из сил . Позже вновь прибывшая в базовый лагерь связка Урубко — Самойлов прошла по их пути (лагерь 3 и лагерь 4), но сумела обойти бастион и взяла вершину.
2009 — июль/август, вновь попытка по ребру Абруцкого, двойка Жумаев — Пивцов и россиянин Сергей Богомолов сошли за 100 м до вершины из-за непроходимых завалов снега на пути [http://www.lenta.kz/sport/?article=39170 (недоступная+ссылка)] (недоступная ссылка).
2010 — июль/август, попытка по маршруту Чесена, двойка Жумаев — Пивцов ушла с горы последней из штурмовых групп ввиду постоянно неблагоприятного прогноза погоды .
О неудачах казахстанцев на этой «горе преткновения» была даже сочинена авторская песня [stihi.ru/2007/11/03/1183].
Но 23 августа 2011 года Максут Жумаев и Василий Пивцов, а также Герлинда Кальтенбруннер (Австрия), у которой это была седьмая попытка на К2, и польский альпинист и киношник Дариуш Залуски в составе международной экспедиции K2 North Pillar Expedition 2011 покорили пик с севера. Первые трое восходителей вошли в «Клуб покорителей всех 14 восьмитысячников мира», расширив список его членов до 27.

## Документальные фильмы
- «Гималайский дуэт: Дхаулагири — Аннапурна», 2006, 18 мин, (Жумаев/Дворецкий). Победитель в номинации «Любительские фильмы» на XI кинофестивале горных и приключенческих фильмов «Вертикаль» (Москва, 2008)[20].
- «Дотянуться до звезды», 2007, «Тайлан-медиа», 36 мин, (Муленкова/Жумаев/Пивцов). Фильм-портрет капитана казахстанской национальной сборной по альпинизму Максута Жумаева.
- «Maksut Zhumayev and Fujitsu Netbook on Everest 8000 meters», 2008, 18 мин.[21].
- «Экспедиция „Клуба 7 вершин“ на К2», 2009, (Дворецкий)[22].
- «Максут Жумаев. Рождённый быть горцем», 2013, «Astana TV», 25 мин.[23].
- «Максут Жумаев. Восхождение на Мак-Кинли», 2014, «Туран ТВ», 15 мин.[24].
- «Альпинист Максут Жумаев» 2015, «Kazakh TV», 15 мин.[25].
- "Просто Максут" режиссер Гибрат Бакаев, 35 мин.

## Общественная работа
С 2005 года — ответственный секретарь по альпинизму в Федерации альпинизма и скалолазания Республики Казахстан.
С 2007 года — член президиума ФАИС РК.
С 2008 года — председатель Союза молодёжи Ассамблеи народа Казахстана .
Летом 2012 года совместно с Казахским Географическим обществом открыл на Чимбулаке Лагерь Юных Путешественников «КазГео».
В январе 2013 года Жумаев презентовал Альпен-парк — самый высокогорный веревочный парк в мире на горнолыжном курорте Чимбулак на высоте 2000 метров. Парк на трех уровнях — нижний для детей, средний — для людей со средними физическими данными, а верхний — для спортсменов, потому что передвигаться по качающимся бревнышкам и висячим веревкам на высоте трёхэтажного дома может не всякий. Страховка надежная, швейцарского производства.